# アントワーヌ・ド・ラヴァレット
アントワーヌ・ド・ラヴァレット（Antoine de Lavalette, 1708年10月26日 マートラン - 1767年12月13日トゥルーズ）は、フランス・イエズス会の聖職者。マルティニーク島の修道院長であり、彼の破産がフランスでのイエズス会弾圧を招く一因となった。
1725年10月10日にトゥルーズでイエズス会の会員となり、1740年に司祭に叙され1741年にマルティニーク島へ布教に赴いた。
1754年には中南米にあるフランスの所領における布教を統括する修道会長に指名された。
彼は布教と併行して教会法に反する交易を行ったことを咎められ、審問を受けるためにパリに召喚された。しかしマルティニーク島当局が彼を支援したためこの件は当面は不問に処せられた。後にこのことが彼の権威の失墜を招く原因の一つとなった。
ラヴァレットの事業は重い債務超過に陥っており、財政的な成功を取り戻すためにドミニカ島の広大な土地を買い付けるなど、様々な営利活動に手を染めたが失敗し、借金を増やしてしまったのである。
イエズス会総長、ロレンツォ・リッチはこの報せを受け、1757年に3名の使者をマルティニーク島に派遣したが、全員遭難し現地に辿り着くことができなかった。
1762年の春、ようやくラ・マルシェ神父ら4名の使者がマルティニーク島に到着し、ラヴァレット赴任前に布教に携わっていた主祭たちによる法廷を組織した。ラヴァレットは糾弾され、報告書がローマの主教たちのに提出されるまでの間、全ての教会活動から遠ざけられた。
ラヴァレットは彼個人のみが有罪であるという供述書に署名し、その供述の後にイギリスへと渡るとそこで司祭からイエズス会からの追放を告知された。
ラヴァレットは上司に彼の負債が240万リーヴルに達すると告白していた。この債務に関する訴訟が起こされると、フランスのイエズス会は負債の弁済に努めたが、高等法院からイエズス会全体がこの負債の責任を負うとの判決を下され、法の下に全資産の差し押さえが執行された。
これによりフランスのイエズス会は債務不履行に陥り、1764年11月に発せられた王の勅命によりイエズス会の活動停止命令が布告されるに至った。